# Paraxerus vexillarius
Paraxerus vexillarius is een zoogdier uit de familie van de eekhoorns (Sciuridae). De wetenschappelijke naam van de soort werd voor het eerst geldig gepubliceerd door Kershaw in 1923.